# Alfred Åkerlund
Nils Alfred Åkerlund, född 10 september 1883 i Eslöv, död där 3 september 1965, var en svensk språkvetare och läroverkslektor. 
Efter studentexamen i Lund 1901 blev Åkerlund filosofie kandidat 1904, filosofie licentiat 1908 och filosofie doktor 1911. Han var lärare i Eslöv 1904–1905, vikarierande lektor i Karlskrona 1907 och blev efter provår i Lund 1909–1910 e.o. lektor i Landskrona 1910–1912, blev lektor i Luleå 1912, i Västervik 1917, i Halmstad 1924 samt i engelska och franska i Eslöv från 1937.
Åkerlund företog resor till London och södra England 1906, norra England och Skottland 1908, Italien 1909, Frankrike med stipendium 1920, Frankrike och Spanien med stipendium 1930.
Han var även verksam som översättare från spanska och gjorde bland annat den första svenska översättningen av 1989 års nobelpristagare Camilo José Cela 1947.
Åkerlund var från 1909 gift med Ingeborg Troell (1884–1969), dotter till Jöns Troell. Makarna är begravda på Eslövs kyrkogård.